# Дорощук, Иван
Иван Юджин Дорощук (род. 9 октября 1957) — канадский музыкант. Лидер и основатель группы «Men Without Hats».

## Биография
Родился 9 октября 1957 года в американском городе Шампейн в украинско-канадской семье.
Дорощук и его младшие братья Стефан и Колин родились в США, когда их отец учился в докторантуре Иллинойского университета в Урбане-Шампейне. Их папа, Юджин Дорощук защитил кандидатскую диссертацию в 1962 году и принял должность преподавателя в Монреальском университете, а их мама, Бетти Дорощук, стала членом музыкального факультета Макгиллского университета в Монреале, преподавая классический вокал. Три брата (все являются музыкантами с классическим образованием) выросли в районе Аутремонт города Монреаль.
В 1976 году, в возрасте 18 лет, Дорощук недолгое время изучал право и законы на юге Франции, вернувшись в Монреаль в 1977 году. В Макгиллском университете он был студентом программы «Кино и коммуникации».

## Музыкальная карьера
В 1977 году Иван основал группу «Men Without Hats», получив всемирный успех с песнями «The Safety Dance» (1983) и «Pop Goes The World» (1987). Изначально группа ориентировалась на нью-вейв, но её стиль постепенно менялся, переориентировавшись на хард-рок в конце 1990 года.
В 1999 году он записывает и выпускает сольный альбом «The Spell», после выпуска которого последовал концертный тур в поддержку альбома.
Дорощук попытался возродить Men Without Hats в 2003 году, выпустив альбом No Hats Beyond This Point, но не реформировал группу для турне или живых выступлений. В альбоме был использован материал, изначально предназначавшийся для невыпущенного второго сольного альбома «Mote in God’s Eye». Помимо интервью 2003 года на канале VH1 и гала-концерта на премии SOCAN Awards 2008, на которой ему была вручена награда за песню «The Safety Dance», Дорощук мало появлялся в публике в 2000-е годы.
В 2010 году произошло полное возрождение и реформирование группы Men Without Hats. Дорощук набрал трех новых участников для нового состава группы. В 2012 году они выпустили альбом Love in the Age of War, в котором Дорощук вернул группе её стиль начала 1980-х.

## Личная жизнь
Дорощук был женат в конце 1990-х, но позже развёлся. У него есть сын в возрасте 18-19 лет, и до реформирования группы «Men Without Hats» он был домохозяином. Он проживает в Виктории (Британская Колумбия).